# Tamanka sarasinorum
Mugilogobius sarasinorum là một loài cá thuộc họ Gobiidae. Nó là loài đặc hữu của Indonesia.